# 宜昌市中心人民医院
宜昌市中心人民医院，简称宜昌市中心医院，是中華人民共和國湖北省宜昌市一家综合性三级甲等医院。宜昌市中心人民医院拥有江北江南两个院区及三峡坝区分院，总占地面积292亩，建筑面积20.22万平米。在职职工2770人，编制床位数2442张，设有50个病区，24个一级诊疗科目，42个二级诊疗科目，年门诊量近150万人次，出院量7万余人次。
2016年7月29日，宜昌市中心医院与上海金汇通航公司签约建立空中救援基地，使用的直升机机型为雷昂纳多AW-109。宜昌市为湖北省空中紧急医疗救援体系基地之一。

## 歷史
前身是1945年成立的中華民國宜昌縣衛生院。1949年7月，被中共接收，更名為宜昌專員公署人民醫院。1958年12月更名為宜都工業區行署人民醫院。1961年5月，恢復舊名宜昌專員公署人民醫院。1968年1月，更名為宜昌地區人民醫院。1992年3月，更名為宜昌市中心人民医院。1993年底被評為三级甲等医院。2003年纳入三峡大学教学医院系列，挂牌成立三峡大学第一临床医学院，2015年增挂三峡大学附属中心人民医院。

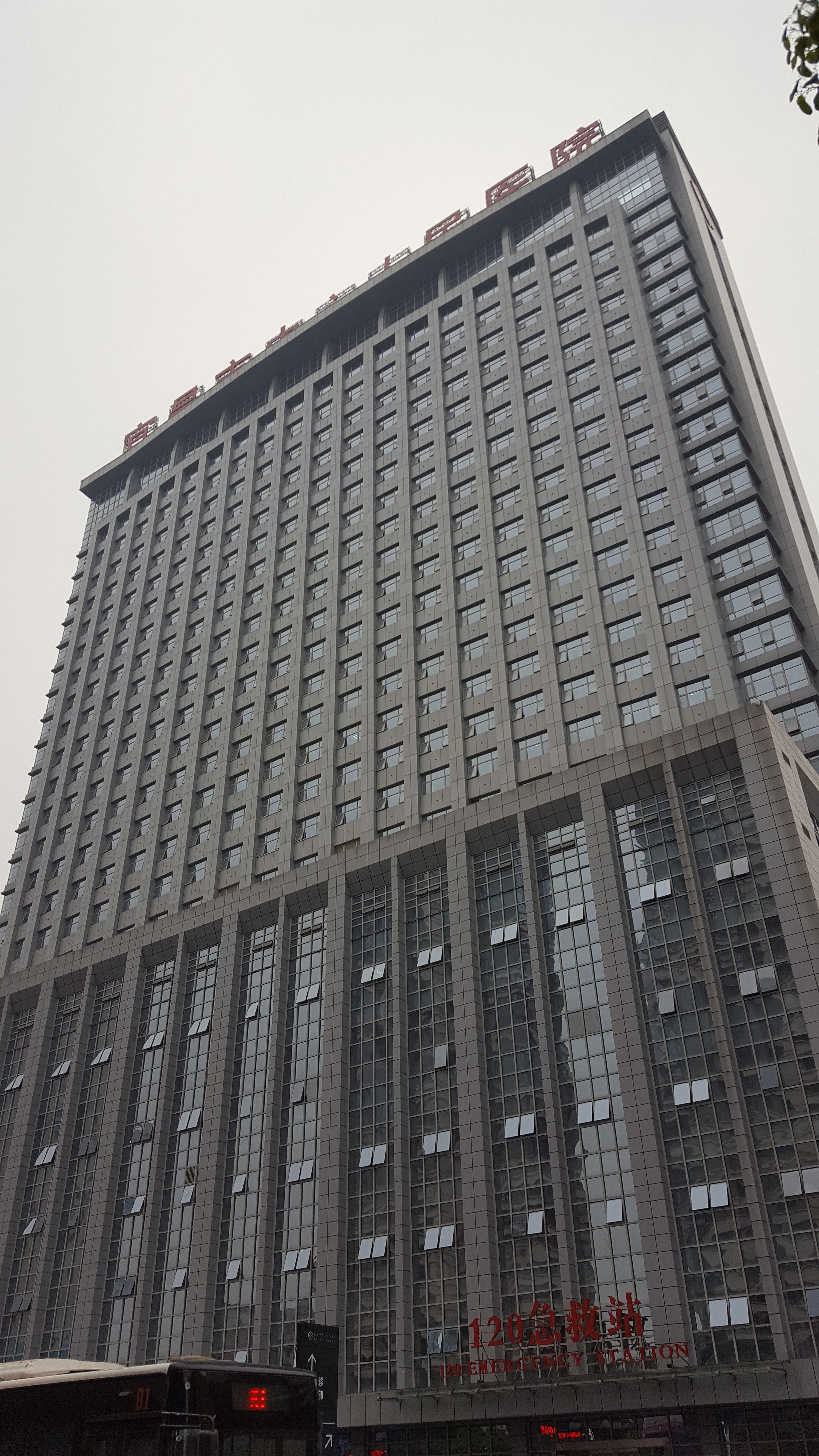
宜昌市人民医院综合楼